# Královský soudní dvůr
Královský soudní dvůr (Royal Courts of Justice) je budova v Londýně, ve které sídlí Odvolací soud (Court of Appeal) a Vrchní soud (High Court of Justice) Anglie a Walesu. Soudní pře jsou přístupné veřejnosti, ačkoli některé vymezené případy jsou projednávány bez jejího přístupu.

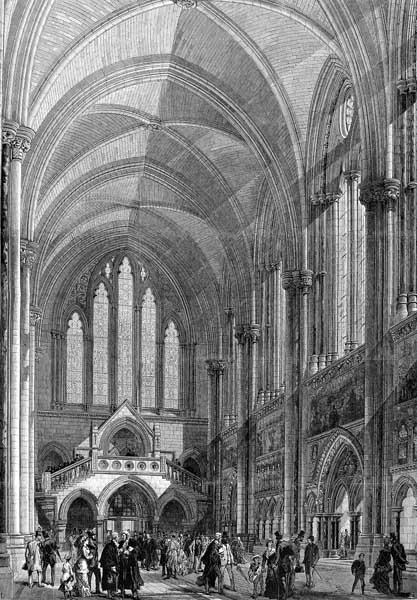
Velký sál v roce 1882

Budova je mohutná kamenná stavba ve stylu viktoriánské gotiky. Autorem návrhu byl George Edmund Street, původně právník, později architekt. Byla postavena v 70. letech 19. století. Nachází se v ulici Strand v městském obvodu Westminster, poblíž hranice s City a Camdenem. Je obklopena čtyřmi advokátními sdruženími (Inns of Court).
Osobám, které nemají právního zástupce, je poskytována v rámci soudního dvora právní pomoc. V hlavní vstupní hale poskytují právníci bezplatné právní rady. O tyto služby bývá velký zájem a tak je třeba počítat s čekáním ve frontě.
Hlavní trestní soudní dvůr, Central Criminal Court, se nachází odděleně a je lidově je nazýván Old Bailey.
Dopravní spojení – metro: Chancery Lane a Temple.